# Alois Stöllinger
 Alois Stöllinger (* 29. Juli 1924 in Schwarzach im Pongau; † 9. Oktober 2015 ebenda) war ein österreichischer Politiker (SPÖ) und Standesbeamter. Er war von 1969 bis 1986 Abgeordneter zum Salzburger Landtag.

## Ausbildung und Beruf
Stöllinger besuchte zwischen den Jahren 1930 und 1939 die Volks- und Hauptschule in der Gemeinde St. Johann im Pongau und absolvierte danach von 1939 bis 1942 eine Lehre als Möbeltischler. Ab 1942 diente er im Reichsarbeitsdienst, wobei er in der Folge zum Kriegsdienst im Zweiten Weltkrieg verpflichtet wurde. Stöllinger diente bis zum Ende des Weltkriegs 1945 in der Armee und trat nach seiner Rückkehr 1946 in den Dienst der Bezirkshauptmannschaft St. Johann im Pongau. 1951 übersiedelte er zurück in seinen Geburtsort und arbeitete in der Folge von 1951 bis 1984 als Standesbeamter im Schwarzach im Pongau.

## Politik und Funktionen
Stöllinger trat 1946 der Sozialdemokratischen Partei Österreichs bei und war von 1962 bis 1990 als Ortsparteivorsitzender der Sozialdemokratischen Partei in Schwarzach im Pongau aktiv. Auf Bezirksebene wirkte er von 1969 bis 1984 als Bezirksobmann der Arbeitsgemeinschaft sozialistischer Gemeindevertreter im Pongau zudem war er auf Landesebene zeitweise Mitglied des Landesparteivorstandes der Sozialdemokratischen Partei Salzburgs. Auf lokalpolitischer Ebene wirkte er von 1959 bis 1964 als Mitglied der Gemeindevertretung, danach war er von 1964 bis 1994 Bürgermeister von Schwarzach im Pongau. Er vertrat die Sozialdemokratische Partei zudem vom 14. Mai 1969 bis zum 21. Oktober 1986 im Salzburger Landtag.
Stöllinger wirkte des Weiteren von 1966 bis 1986 als Obmann des Fremdenverkehrsverbandes von Schwarzach im Pongau und war von 1969 bis 2000 stellvertretender Bezirksstellenleiter des Österreichischen Roten Kreuzes sowie ab 1969 Vorstandsmitglied des Salzburger Gemeindeverbandes.

## Auszeichnungen
- Großes Silbernes Ehrenzeichen für Verdienste um die Republik Österreich (1979)
- Silbernes Ehrenzeichen des Landes Salzburg (1986)
- Ehrenbürger von Schwarzach (1994)